# Agave shaferi
Agave shaferi ist eine Pflanzenart aus der Gattung der Agaven (Agave). Das Artepitheton shaferi ehrt den US-amerikanischen Botaniker John Adolph Shafer (1863–1918).

## Beschreibung

### Vegetative Merkmale
Agave shaferi wächst mit grünen, verlängert-lanzettlichen, ziemlich allmählich zugespitzten Laubblättern. Ihre Blattspreite ist etwa 75 Zentimeter lang und 10 Zentimeter breit. Der Blattrand ist leicht konkav. An ihm befinden sich 1 Millimeter lange, braune Randzähne, die 10 bis 20 Millimeter voneinander entfernt stehen. Die dreieckigen, leicht auf- oder abwärts gebogenen Randzähne entspringen einer linsenförmigen Basis. Der braune, matte Enddorn ist konisch-pfriemlich und krallenartig zurückgebogen. Er ist bis zu seiner Mitte V-förmig gefurcht. Der Enddorn ist 10 Millimeter lang und nicht herablaufend.

### Blütenstände und Blüten
Der „rispige“ Blütenstand erreicht eine Länge von 6 bis 7 Meter. Die Blüten sind 50 Millimeter lang. Ihre Perigonblätter sind leuchtend gelb. Die Zipfel sind 14 Millimeter lang. Die konische Blütenröhre weist eine Länge von 4 bis 6 Millimeter auf. Der spindelförmige Fruchtknoten ist 25 bis 30 Millimeter lang.

### Früchte und Samen
Über die Früchte und Samen ist nichts bekannt.

## Systematik und Verbreitung
Agave shaferi ist im Osten Kubas verbreitet.
Die Erstbeschreibung durch William Trelease wurde 1913 veröffentlicht.

## Nachweise